# Harold Franks
Harold Franks (n. 2 octombrie 1891, Greater London, Anglia, Regatul Unit al Marii Britanii și Irlandei – d. 1973) a fost un boxer ce a reprezentat Regatul Unit al Marii Britanii și al Irlandei de Nord, medaliat olimpic. A participat la o ediție a Jocurilor Olimpice (1920) în care a câștigat o medalie de bronz.

## Participări
Lista de mai jos prezintă principalele competiții la care a participat Harold Franks de-a lungul carierei.
- boxing at the 1920 Summer Olympics – light heavyweight[*]